# تپه شهر سوخته ۱۵
تپه شهرسوخته ۱۵ مربوط به هزاره سوم و دوم پیش از میلاد است که در شهرستان زابل، ۷/۲ کیلومتری شمال شرقی پایگاه شهر سوخته واقع شده است. این اثر در تاریخ ۲۴ اسفند ۱۳۸۳ با شمارهٔ ثبت ۱۱۴۸۳ به‌عنوان یکی از آثار ملی ایران به ثبت رسیده است.